# Zeitgeschichte Museum Ebensee

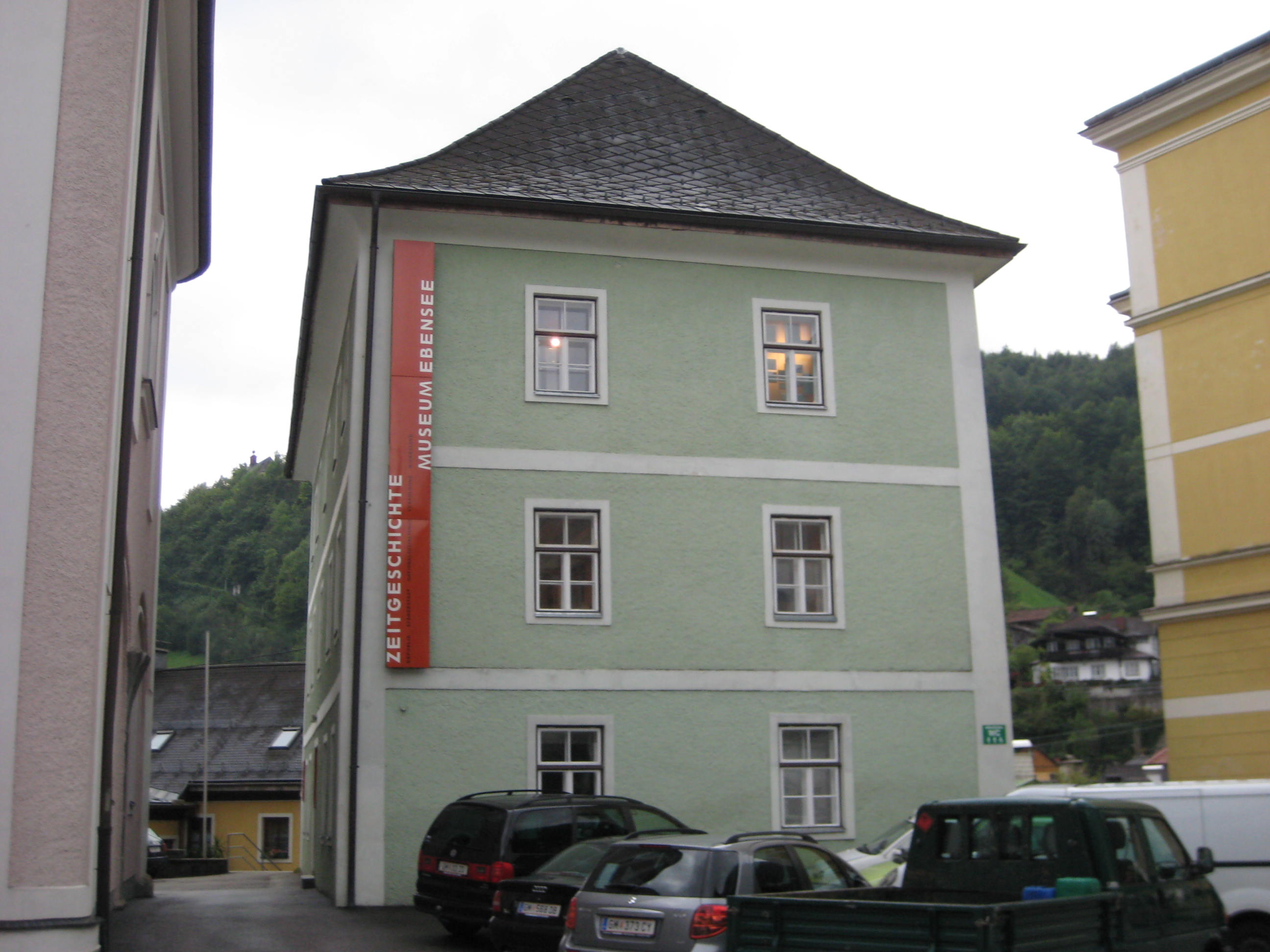
Das Zeitgeschichte Museum

Das Zeitgeschichte Museum Ebensee ist ein geschichtliches Regionalmuseum in der Marktgemeinde Ebensee im österreichischen Bundesland Oberösterreich. Es befasst sich mit der politischen Zeitgeschichte des Salzkammerguts zwischen 1918 und 1955.

## Geschichte
In Ebensee befand sich während der Zeit des Nationalsozialismus als Außenlager des KZ Mauthausen zwischen November 1943 und Mai 1945 das KZ Ebensee. Im Nachkriegsösterreich und den ersten Jahrzehnten der Zweiten Republik wurden Teile der Bebauung des Lagers nach und nach entfernt. 1988 wurde in Ebensee der „Verein Widerstandsmuseum“ gegründet. Sein Ziel war es, im Ort ein Zeitgeschichtemuseum zu gründen, um diesen Abschnitt der Orts- und Regionalgeschichte dem Vergessen zu entreißen. Außerdem sollte der Widerstand gegen den Nationalsozialismus dokumentiert werden. 1994 beauftragte der Verein die Historikerin Ulrike Felber und den Architekten Bernhard Denkinger (Büro für Architektur und angewandte Geschichte) mit der Erstellung eines Ausstellungskonzepts, das 1994 bis 2001 – in Zusammenarbeit mit dem zukünftigen Museumsleiter Wolfgang Quatember – realisiert wurde. Der „Verein Widerstandsmuseum“ benannte sich 2001 in „Verein Zeitgeschichte Museum und KZ-Gedenkstätte Ebensee“ um. Im März 2001 wurde das „Zeitgeschichte Museum Ebensee“ in einem ehemaligen Schulgebäude aus dem Jahr 1799 im Ortskern neben der katholischen Pfarrkirche eröffnet. Dank der Städtepartnerschaft mit der italienischen Stadt Prato besteht eine enge Zusammenarbeit mit dem dort bestehenden Museo della Deportazione.
Am 26. April 2025 wurde auf Initiative des Zeitgeschichtemuseums Ebensee vor dem Rathaus Ebensee ein Mahnmal zur Erinnerung an Opfer des NS-Regimes   der Öffentlichkeit übergeben. Auf mehreren Marmorblöcke wurden die Namen von 25 Ebenseer Bürgern eingraviert, die während der NS-Zeit ermordet wurden.

## Ausstellung

Blick in die Ausstellung

Die Dauerausstellung ist in die Zeitabschnitte der Ersten Republik von 1918 bis 1934, die Zeit des Austrofaschismus bis 1938, die Zeit Österreichs im Dritten Reich sowie die Zeit der alliierten Besetzung bis 1955 gegliedert. Die Ausstellung stellt etwa den Aufstieg der NSDAP dar, informiert über Zwangsarbeit im Juden-Lager in Traunkirchen, stellt Biografien von Widerständlern anhand von Text- und Tondokumenten sowie Fotos vor und gibt einen Einblick in die Geschichte des KZ Ebensee.

## Publikationen

Bereich Wahlkämpfe – 1. Republik

- Ulrike Felber, Wolfgang Quatember: Ausstellungskatalog Zeitgeschichte Museum: Republik – Ständestaat – Nationalsozialismus – Widerstand – Verfolgung. Verlag: Zeitgeschichte Museum Ebensee, 234 Seiten, ISBN 978-3-9500663-2-6.
- Judith Eiblmayer: Zwei Stollen im Inneren Österreichs. 2. Juni 2001, Die Presse – Spectrum
- Wolfgang Gebertsroither, Walter Werschnig, Kurt Ziegler: Sommerfrische, Beispiele neuer Architektur im Salzkammergut. Hrsg. Zentralvereinigung der Architekten – Landesverband Oberösterreich, Verlag Anton Pustet, 2008
- Marie Magdalena Rest: Das Zeitgeschichte Museum und die Stollenausstellung in Ebensee. In: Zeitgeschichte ausstellen in Österreich. Museen – Gedenkstätten – Ausstellungen. Herausgegeben von Dirk Rupnow und Heidemarie Uhl. Böhlau Verlag, 2011, ISBN 978-3-205-78531-6.
- Der „Verein Zeitgeschichte Museum und KZ Gedenkstätte“ gibt seit 1988 jährlich zwei Ausgaben der Zeitschrift „betrifft widerstand“ heraus. Sie veröffentlicht Artikel zur jüngeren Geschichte des Salzkammerguts.

## Veranstaltungen
Das Museumsgebäude wird für Veranstaltungen wie Workshops und Lesungen, Vorträge und Tagungen genutzt. Es verfügt neben Veranstaltungsräumen über eine Bibliothek, ein Archiv, eine Cafeteria und einen Buchladen.

## Film
- Stollen in den Dachsteinkalk. Das NS-Rüstungsprojekt und das KZ Ebensee, Dokumentarfilm 2022. Buch und Regie: Andreas Kurz.